# Командный чемпионат СССР по спидвею 1984

## Высшая Лига

### Финал
| М | Команда                  | Матч | Очки |
| - | ------------------------ | ---- | ---- |
| 1 | «Турбина», г. Балаково   | 2    | 68,5 |
| 2 | «Башкирия», г. Уфа       | 2    | 52   |
| 3 | «Сибирь», г. Новосибирск | 2    | 48,5 |
| 4 | «Восток», г. Владивосток | 2    | 22   |

### Западная Зона
| М | Команда                     | Матч | Очки |
| - | --------------------------- | ---- | ---- |
| 1 | «Башкирия», г. Уфа          | 12   | 22   |
| 2 | «Турбина», г. Балаково      | 12   | 18   |
| 3 | «Баррикада», г. Ленинград   | 12   | 12   |
| 4 | «Сигнал», г. Ровно          | 12   | 12   |
| 5 | «Цементник», г. Черкесск    | 12   | 12   |
| 6 | «Локомотив», г. Даугавпилс  | 12   | 8    |
| 7 | «Строитель», г. Червоноград | 12   | 0    |

Строитель Червоноград отказался от домашних встреч с командами Башкирия Уфа, Турбина Балаково, Локомотив Даугавпилс.

### Восточная Зона
| М | Команда                    | Матч | Очки |
| - | -------------------------- | ---- | ---- |
| 1 | «Сибирь», г. Новосибирск   | 12   | 21   |
| 2 | «Восток», г. Владивосток   | 12   | 19   |
| 3 | «Нефтяник», г. Октябрьский | 12   | 18   |
| 4 | «Жигули», г. Тольятти      | 12   | 12   |
| 5 | «Кузбасс», г. Кемерово     | 12   | 6    |
| 6 | «Тайфун», г. Элиста        | 12   | 4    |
| 7 | «Труд», г. Мелеуз          | 12   | 2    |

## Первая лига

### Финал
| М | Команда                  | Матч | Очки |
| - | ------------------------ | ---- | ---- |
| 1 | «Донбасс», г. Донецк     | 1    | 32   |
| 2 | «Урал», г. Стерлитамак   | 1    | 29   |
| 3 | «Вымпел», г. Владивосток | 1    | 23   |
| 4 | «Лтава», г. Полтава      | 1    | 12   |

### 1 зона
| М | Команда                 | Матч | Очки |
| - | ----------------------- | ---- | ---- |
| 1 | «Донбасс», г. Донецк    | 10   | 18   |
| 2 | «Лтава», г. Полтава     | 10   | 12   |
| 3 | «Целиниекс», г. Рига    | 10   | 12   |
| 4 | «Хазри», г. Баку        | 10   | 12   |
| 5 | «Восход», г. Вознесенск | 10   | 4    |
| 6 | «Волна», г. Севастополь | 10   | 0    |

### 2 зона
| М | Команда                  | 1     | 2     | 3     | 4     | 5     | 6     | Матч | Очки |
| - | ------------------------ | ----- | ----- | ----- | ----- | ----- | ----- | ---- | ---- |
| 1 | «Урал», г. Стерлитамак   | x     |       | 65:43 |       |       |       | 10   | 18   |
| 2 | «Вымпел», г. Владивосток |       | x     | 2:0   |       |       |       | 10   | 14   |
| 3 | «Салават», г. Салават    | 48:59 | 58:45 | x     | 54:50 | 71:34 | 74:32 | 10   | 12   |
| 4 | «Луч», г. Фергана        |       |       | 60:48 | x     |       |       | 10   | 10   |
| 5 | «Монтажник», г. Тюмень   |       |       | 43:63 | 38:66 | x     | 54:53 | 10   | 4    |
| 6 | «Магнетит», г. Рудный    |       |       | 40:67 |       |       | x     | 10   | 2    |

## Медалисты
| «Турбина», г. Балаково   | Вал. Гордеев, О.Волохов, В.Никипелов, А.Павлов, С.Денисов, А.Шумилов, В.Шляпугин, Д.Некрасов, И.Хаметов, В.Цыганов, А.Неволин, .Кирилов     |
| «Башкирия», г. Уфа       | Р.Саитгареев, Н.Корнев, Е. Токунов, Ф.Захаров, О.Юдахин, М.Старостин, П.Яковченко, Ю.Кудашев, И.Елеусизов, Д.Вафин, Г.Воробьев, И.Евдокимов |
| «Сибирь», г. Новосибирск | В.Пазников, П.Беляев, А.Максимов, Ст. Кузнецов, Ил. Рыбников, В.Клычков, А.Басманов, С.Балдин, В.Петрищев                                   |